# 愛は傷つきやすく
「愛は傷つきやすく」（あいはきずつきやすく）は、1970年5月25日に発売されたヒデとロザンナの5枚目のシングル。

## 解説
サビの冒頭部分がボーカルの掛け合いとなる。テレビ番組で歌う際は間奏の部分で、レコード音源にはないコーラスを付けることがあった。
同年末の『第21回NHK紅白歌合戦』に初出場し、本楽曲を歌唱した。
累計売上は100万枚を突破、ミリオンセラーとなった。

## 収録曲
- 両楽曲共に、作詞：橋本淳／作曲：中村泰士／編曲：森岡賢一郎

1. 愛は傷つきやすく（3分16秒）
2. 涙をうばって（3分00秒）

## 収録作品
ヒデとロザンナ名義のアルバム
- コロムビア音得盤／ヒデとロザンナ（2003/1/1、規格品番：COCA-70373） - M-1
- ヒデとロザンナ・しんぐるこれくしょん（2003/7/23、規格品番：COCP-32257/8） - M-1・2
- 究極のベスト！ヒデとロザンナ（2005/7/27、規格品番：WPCL-70529） - M-1
- ドーナツ盤メモリー〜ヒデとロザンナ（2006/6/28、規格品番：COCA-71099） - M-1・2
- GOLDEN☆BEST ヒデとロザンナ（2008/8/20、規格品番：COCP-35126） - M-1

コンピレーション・アルバム
- 青春歌年鑑 1970 BEST30（2000/11/22、規格品番：SRCL-4904/5） - M-1
- 青春歌年鑑 70年代 総集編（2004/11/3、規格品番：PCCA-02094） - M-1
- 決定盤シリーズ デュエット大ヒット大全集（2006/12/20、規格品番：COCP-34063） - M-1
- 走れ！歌謡曲〜エターナリー〜（2008/11/19、規格品番：COCP-35278/9） - M-1
- デュエット・ベスト（2009/3/18、規格品番：COCP-35490） - M-1

## カバー
- 闕別（徐小明） 1975年 アルバム『為你而寫』 華語作詞: 徐小明
  - 広東語で歌われている。
- ちあきなおみ (1970年、アルバム『愛は傷つきやすく ちあきなおみ歌謡ポップスを唄う』に収録)
- 優雅 (アルバム『アイドル-ミラクルバイブルシリーズ-優雅-筒美京平を歌う-アンド-モア』に収録)
- トワ・エ・モワ (1970年、アルバム『TOI ET MOI IN THE U.S.A.』に収録)
- 朝丘雪路 (1970年、アルバム『男・女・経験　雪路ビッグ・ヒットを唄う』に収録)
- 由紀さおり (2014年、アルバム『VOICE』に収録)